# Aloe juddii
Aloe juddii là một loài thực vật có hoa trong họ Măng tây. Loài này được van Jaarsv. mô tả khoa học đầu tiên năm 2008.

## Hình ảnh

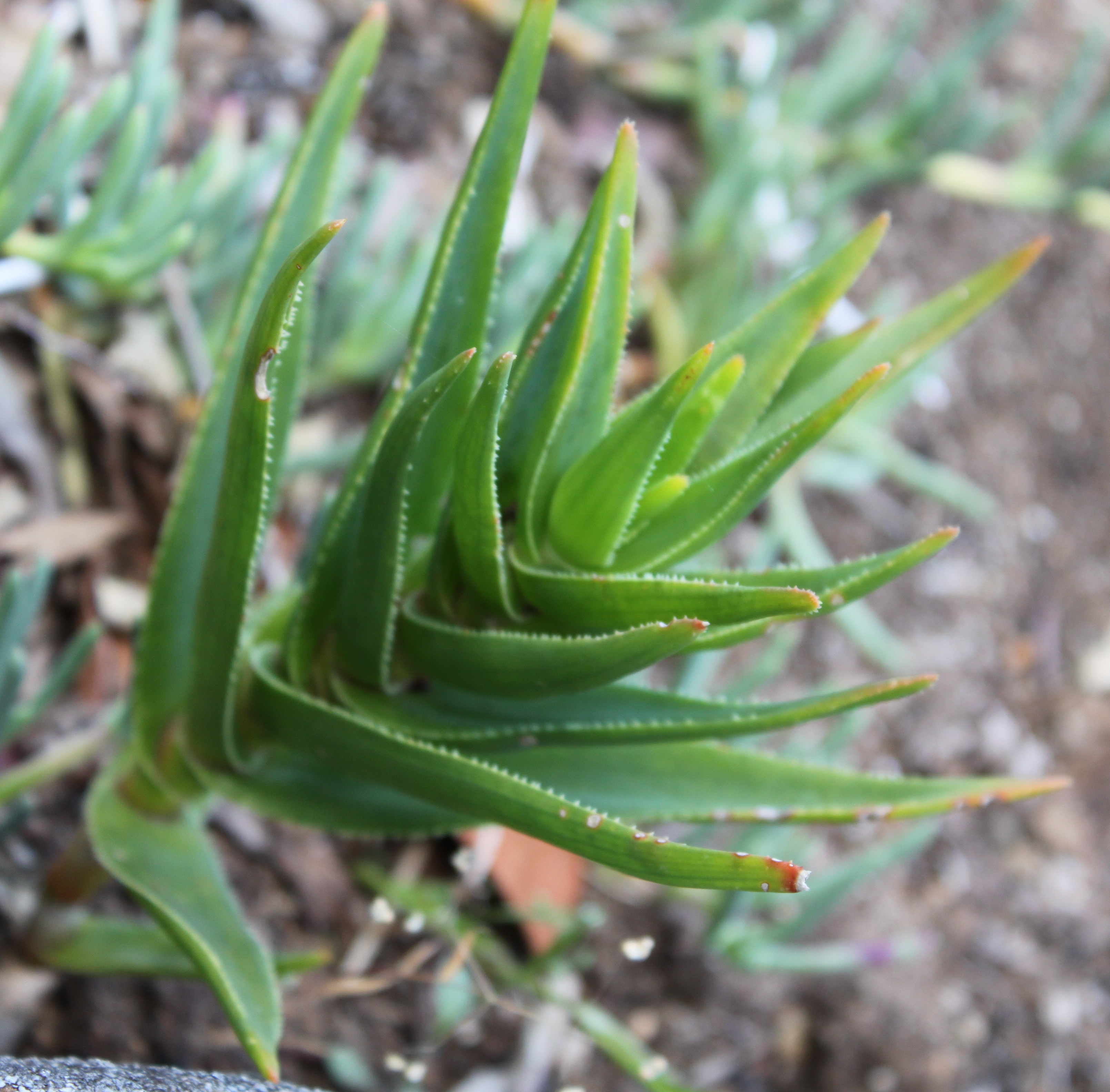
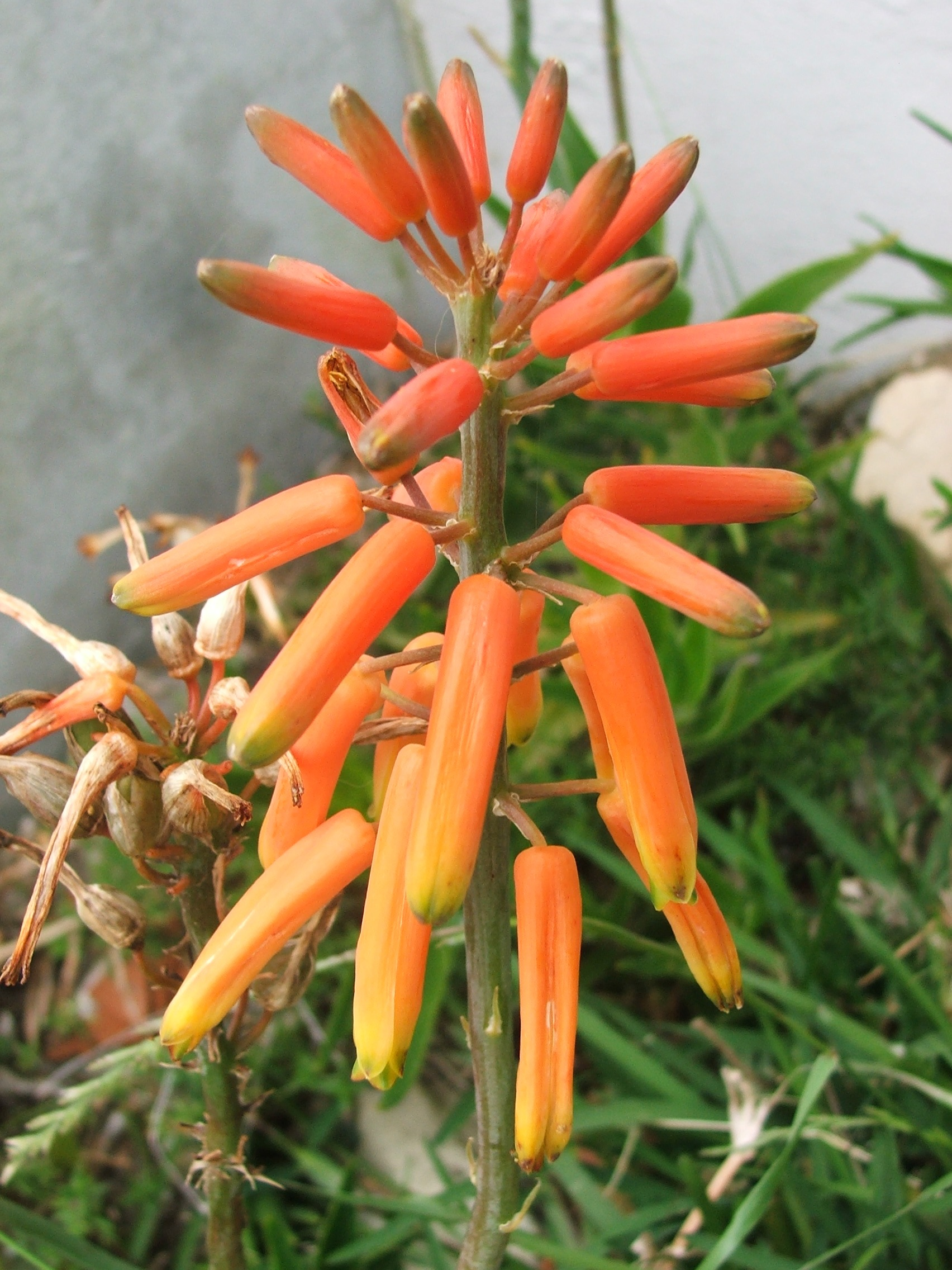
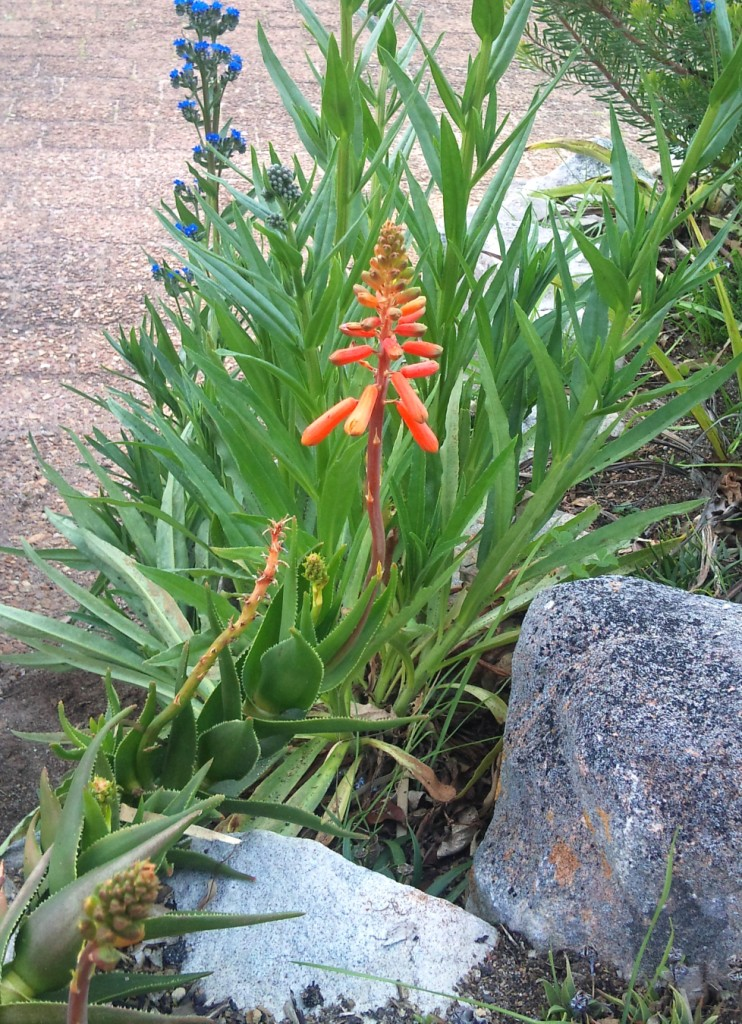
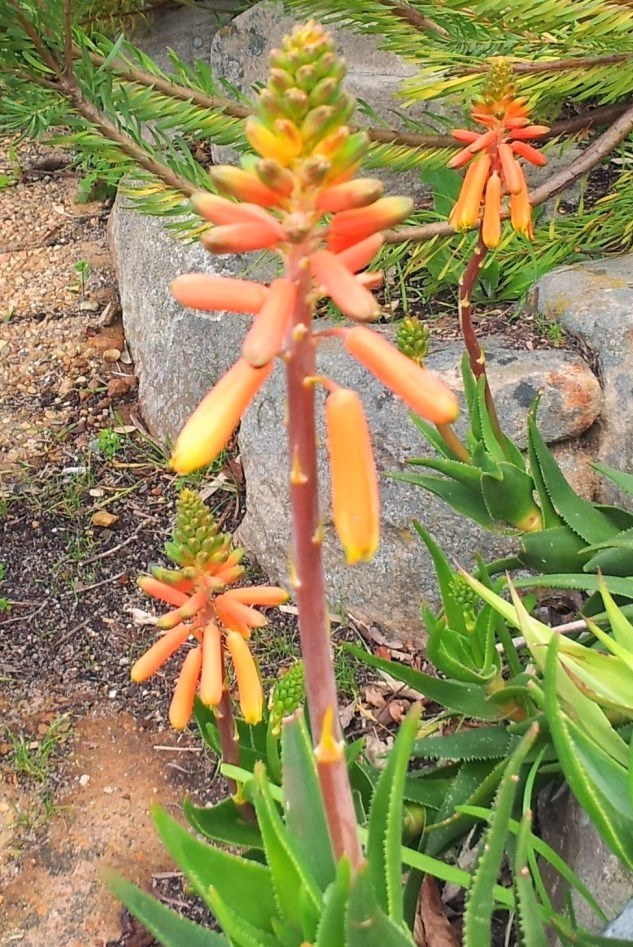